# Reconstrucción tomográfica
Las bases matemáticas para las imágenes tomográficas fueron formuladas por Johann Radon. Es aplicada en tomografia computarizada para obtener imágenes transversales de pacientes. Este artículo se aplica por lo general en la reconstrucción tomografica para todo tipo de tomografía, sin embargo algunos términos o descripciones físicas se refieren directamente a la tomografía axial computarizada.

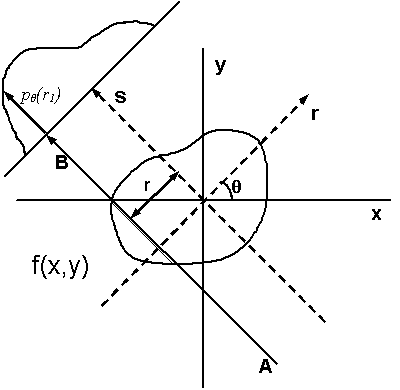
Figura 1: Geometría de haz paralelo. Cada proyección está formada por el conjunto de integrales de línea a través del objeto.

Las proyecciones de un objeto a determinado ángulo {\displaystyle \theta } están conformadas por una serie de integrales de línea. En las tomografías axiales computarizadas de rayos-X, los integrales de línea representan la atenuación total del haz de rayos-X mientras estas viajan en línea recta a través del objeto. Como mencionado anteriormente, la imagen resultante es un modelo 2D ( o 3D) del coeficiente de absorción. Esto para poder hallar la imagen {\displaystyle \mu (x,y)}. La forma más simple y fácil de visualizar el método de análisis, es el sistema de proyecciones paralelas. Para esto se considera la información que se recolecta como una serie de rayos paralelos en la posición {\displaystyle r}, a través de una proyección en el ángulo {\displaystyle \theta }. Esto se repite para varios ángulos. La atenuación se produce de forma exponencial en tejido: 
{\displaystyle I=I_{0}\exp \left({-\int \mu (x,y)\,ds}\right)}
Donde {\displaystyle \mu (x)} es el coeficiente de atenuación en la posición {\displaystyle x} a lo largo de la trayectoria del rayo. Por esto, en general la atenuación total {\displaystyle p} de un rayo en posición {\displaystyle r}, con una proyección en el ángulo {\displaystyle \theta }, está dada por la siguiente integral: 
{\displaystyle p(r,\theta )=\ln(I/I_{0})=-\int \mu (x,y)\,ds}
Utilizando el sistema de coordenadas de la figura, el valor de {\displaystyle r}, en el punto {\displaystyle (x,y)}, será proyectado en el ángulo {\displaystyle \theta } como lo muestra la siguiente ecuación: 
{\displaystyle x\cos \theta +y\sin \theta =r\ }
Con esto vemos que la ecuación mostrada anteriormente se puede reescribir de la siguiente manera: 
{\displaystyle p(r,\theta )=\int _{-\infty }^{\infty }\int _{-\infty }^{\infty }f(x,y)\delta (x\cos \theta +y\sin \theta -r)\,dx\,dy}
Donde {\displaystyle f(x,y)} representa a {\displaystyle \mu (x,y)}. Esta función es conocida como la transformada de Radon (o sinograma) del objeto en resolución 2D. El teorema de secciones de Fourier nos dice que si tenemos un número infinito de proyecciones unidimensionales de un objeto obtenido desde un número infinito de ángulos, podemos reconstruir perfectamente el objeto original, {\displaystyle f(x,y)}. Entonces para poder obtener nuevamente {\displaystyle f(x,y)}, desde la ecuación anterior debemos encontrar entonces la transformada inversa de Radon. Sin embargo, la transformada inversa de Radon ha demostrado ser muy inestable con respecto a datos ruidosos. En la práctica, una versión estabilizada y discreta de la transformada inversa de Radon es utilizada, el cual es comúnmente conocido como el algoritmo de retroproyección filtrada. 

## Otras lecturas
- Gabor T. Herman (2009), Fundamentals of Computerized Tomography: Image Reconstruction from Projections, 2nd Edition, Springer, ISBN 978-1-85233-617-2.
- Avinash Kak & Malcolm Slaney (1988), Principles of Computerized Tomographic Imaging, IEEE Press, ISBN 0-87942-198-3.